# Saint-Laurent-en-Caux

Saint-Laurent-en-Caux este o comună în departamentul Seine-Maritime, Franța. În 1 ianuarie 2022 avea o populație de 728 de locuitori.